# Psicologia do senso comum
Psicologia do senso comum ou do quotidiano (Alltagspsychologie) (muitas vezes também é chamada de psicologia ingênua ou naive) "é um sistema de convicções culturalmente transmitidas a respeito do comportamento e das experiências pessoais humanas e suas causas". Em outras palavras, é o conjunto de teorias que cada pessoa tem a respeito de como o ser humano funciona. Essas teorias e convicções estão profundamente arraigadas no ser humano e servem de base para as decisões que as pessoas tomam no dia-a-dia.
A psicologia científica se desenvolve sobre o pano de fundo da psicologia do senso comum e deve tê-la sempre em conta. No entanto a relação entre as duas não é sempre pacífica. Alguns autores, como Harold Kelley (1992) defendem que a tarefa da psicologia científica não é refutar a psicologia do senso comum, mas desenvolvê-la e sistematizá-la - afinal a psicologia do senso comum contém um conhecimento sobre o ser humano que permite às pessoas que se compreendam mutuamente, o que, de maneira geral, funciona. No entanto, muitas descobertas da psicologia científica contradizem a psicologia do senso comum - por exemplo, quando Freud afirmou pela primeira vez que crianças têm sexualidade, hoje uma ideia já difundida e confirmada, a opinião comum a respeito era ver as crianças como seres assexuados - e esta, além disso, propõe muitas vezes ideias contraditórias - por exemplo a ideia de que pessoas devam se relacionar com seus semelhantes ("lé com lé, cré com cré") coexiste com a ideia de que "os opostos se atraem", cada uma sendo escolhida conforme a situação. Por isso outros autores  vêem na psicologia do senso comum um do grandes obstáculos da psicologia científica, pois a influência daquela acaba por dificultar ou até mesmo impedir esta de desenvolver novas ideias e conceitos. Por outro lado, como se vê no próprio exemplo da teoria de Freud, a psicologia do senso comum está sempre em mudança e é constantemente alimentada por ideias e conceitos da psicologia científica. A tensão entre as duas permeia assim toda a atividade da psicologia científica, exigindo do pesquisador uma redobrada atenção.